# Métrophane de Smyrne
Métrophane de Smyrne est un ecclésiastique byzantin du IXe siècle, métropolite de Smyrne déposé en 859, rétabli en 867, à nouveau déposé en 877/78, partisan du patriarche Ignace et adversaire irréconciliable de Photius. On conserve de lui une œuvre d'exégèse biblique et de poésie liturgique.

## Éléments biographiques
Selon le Théophane continué, il était l'enfant unique d'une femme que les iconoclastes soudoyèrent pour qu'elle accuse le patriarche Méthode Ier (peu après son intronisation en mars 843) d'avoir abusé d'elle. Selon ce texte, Métrophane devint métropolite de Smyrne « peu après » (très probablement sous le premier pontificat d'Ignace, entre juillet 847 et octobre 858, le patriarche dont il devint un zélé partisan). Avant sa consécration épiscopale, il était probablement moine.
Quand Ignace, exilé sur l'île de Térébinthe, démissionna le 23 novembre 858 pour être remplacé par le prôtoasékrétis Photius, il semble que ce changement ait été accepté sur le coup par le démissionnaire et ses partisans dans le cadre d'un compromis. Mais l'accord, pour une raison ou pour une autre, vola bientôt en éclats. Un synode tenu vers le mois de mars 859 en l'église des Saints-Apôtres anathématisa Ignace, déclarant que son élection en juillet 847, imposée par Théodora, n'avait pas été régulière. C'est alors que Métrophane, l'un des chefs de file du parti ignatien, fut également déposé de son siège. Arrêté, il fut d'abord enfermé dans la prison constantinopolitaine des Noumera, puis exilé avec d'autres en Chersonèse Taurique (à proximité de l'endroit où Constantin le Philosophe, envoyé en mission diplomatique auprès des Khazars en 860, aurait trouvé les reliques du pape Clément Ier).
En novembre 867, le nouvel empereur Basile le Macédonien, assassin de son prédécesseur Michel III, déposa Photius, enfermé dans un monastère, et rétablit Ignace. Les partisans de ce dernier, dont Métrophane, furent alors rappelés et rétablis également dans leurs fonctions.
Métrophane joua un rôle important dans le quatrième concile de Constantinople, qui se tint du 5 octobre au 5 novembre 869, puis en  février 870, et qui condamna solennellement Photius. Il y parut comme l'un des douze évêques ignatiens, dont cinq métropolites (avec lui Nicéphore d'Amasée, Jean de Sylæum, Nicétas d'Athènes et Michel de Rhodes), qui avaient souffert la persécution pendant l'« usurpation » de Photius, et qui furent seuls admis dans le concile dès la première session. À la sixième session (25 octobre), il prononça un discours pour réfuter les arguments de Zacharie de Chalcédoine, partisan de Photius. Il est avec Cyprien de Claudiopolis l'un des deux métropolites qui, à la session de clôture le 28 février 870, lurent à haute voix la définition du concile (chacun à une extrémité de l'assemblée).
Après la mort d'Ignace le 23 octobre 877, Photius, qui s'était entre-temps réconcilié avec l'empereur Basile, fut rétabli sur le trône patriarcal, et reconnu sans difficulté par le pape Jean VIII. Métrophane refusa cette restauration. Il fut de nouveau déposé de son siège avant le « concile photien » qui s'ouvrit à Constantinople en novembre 879, en présence des légats de Jean VIII. Le siège de Smyrne y était occupé par un certain Nicétas. Métrophane se trouvait dans la capitale et refusa de comparaître en alléguant une maladie. Après la troisième sommation, il fut excommunié par les légats du pape, puis à nouveau exilé. On ignore la date de sa mort (en tout cas antérieure à octobre 912).

## Œuvre
Peter Van Deun, professeur à l'université de Louvain, s'est attaché récemment à définir l'œuvre conservée de Métrophane de Smyrne, qui s'avère bien plus importante qu'on ne le pensait auparavant.
Voici la liste des œuvres conservées signalées depuis longtemps :
- une lettre adressée en 870 à Manuel, patrice et logothète du drome, où il explique les raisons de son opposition à Photius[4] ;
- un certain nombre de canons liturgiques et de stichaires ;
- une Hymne à la Trinité ;
- un Éloge des archanges Michel et Gabriel (BHG 1292) ;
- un Éloge de Polycarpe de Smyrne (BHG 1563) ;
- quatre fragments d'un Commentaire sur les Épîtres catholiques[5].

Peter Van Deun ajoute d'autres textes repérés sur des manuscrits :
- sa profession de foi lors de son ordination épiscopale (conservée dans un manuscrit du XVIe siècle) ;
- un Commentaire sur l'Hexaéméron (conservé dans la bibliothèque du monastère du Pantocrator au Mont Athos) ;
- de nombreux extraits d'un Commentaire sur les Psaumes, conservés dans des chaînes exégétiques.

À cette liste, le même savant ajoute quatre textes jusqu'ici faussement attribués ou considérés comme anonymes :
- le Commentaire sur l'Ecclésiaste attribué traditionnellement à Grégoire d'Agrigente (attribution considérée depuis longtemps comme fort douteuse) ;
- une série d'homélies sur les Évangiles de Jean et de Matthieu ;
- un long traité contre les Juifs (que des éléments internes permettraient de dater de l'année 907/908, ce qui situerait la mort de Métrophane entre 908 et 912) ;
- un ouvrage intitulé Theognosia dont des extraits sont cités dans la Panoplie dogmatique d'Euthyme Zigabène et par d'autres auteurs de la basse époque byzantine.

En fait le Commentaire sur l'Ecclésiaste de Métrophane était connu auparavant (et explicitement attribué à cet auteur) dans une traduction géorgienne réalisée au XIIe siècle par Ioané Petritsi. On pensait que l'original grec de cette traduction était perdu. Les récents travaux évoqués ci-dessus ont permis d'établir : d'abord qu'il s'agit du même commentaire que celui qui est conservé en grec sous le nom de Grégoire d'Agrigente ; ensuite que les trois autres textes mentionnés dans la dernière liste sont dus au même auteur.

## Éditions
- Plusieurs textes publiés par Basile Georgiadès dans la revue Ἐκκλησιαστικὴ Ἀλήθεια en 1884/87.
- Kornelii Kekelidze (éd.), Thargmanebay Eklesiastisay Mitrophane Zmwrnel metropolitisay / Commentarii in Ecclesiastem Metrophanis Metropolitæ Smyrnensis, Monumenta Georgica. Publicationes Universitatis Tphilisensis I, Scriptores Ecclesiastici I, Tbilissi, 1920 (traduction géorgienne de Ioané Petritsi).
- Jacques Noret et Gerard H. Ettlinger (éd.), Pseudo-Gregorii Agrigentini seu Pseudo-Gregorii Nysseni Commentarius in Ecclesiasten, Corpus Christianorum, series Græca 56, Brepols, Turnhout-Louvain, 2007.
- Karl Hansmann (éd.), Ein neu entdeckter Kommentar zum Johannesevangelium, Untersuchungen und Textforschungen zur christlichen Literatur- und Dogmengeschichte 16 (4/5), Paderborn, 1930.
- Michiel Hostens (éd.), Anonymi auctoris Theognosiæ (sæc. IX-X). Dissertatio contra Judæos, Corpus Christianorum, series Græca 14, Brepols, Turnhout, 1986.